# جیمز فورد (بازیکن فوتبال)
جیمز فورد (انگلیسی: James Ford؛ زادهٔ ۲۳ اکتبر ۱۹۸۱) بازیکن فوتبال اهل بریتانیا است.
از باشگاه‌هایی که در آن بازی کرده‌است می‌توان به باشگاه فوتبال هاوانت و واترلوویل، باشگاه فوتبال نیو میلتون تاون، باشگاه فوتبال گوسپورت بورو، و باشگاه فوتبال ای‌اف‌سی بورنموث اشاره کرد.